# Référendum de 2002 sur la souveraineté de Gibraltar
Le référendum de 2002 sur la souveraineté de Gibraltar s'est tenu le 7 novembre 2002 pour déterminer si la population gibraltarienne souhaitait une souveraineté partagée du territoire entre l'Espagne et le Royaume-Uni. Le « non » a été plébiscité à plus de 98 %.

## Résultats
| Choix          | Voix   | %     |
| -------------- | ------ | ----- |
| Oui            | 187    | 1,03  |
| Non            | 17 900 | 98,48 |
| Valides        | 18 087 | 99,51 |
| Blancs et Nuls | 89     | 0,49  |
| Total          | 18 176 | 100   |
| Inscrits       | 20 678 | 87,9  |